# Hégenheim
Hégenheim é uma comuna francesa na região administrativa de Grande Leste, no departamento Alto Reno. Estende-se por uma área de 6,7 km². Em 2010 a comuna tinha 3 469 habitantes (densidade: 517,8 hab./km²).